# ناحیه مولای سلیسن
ناحیه مولای سلیسن (به عربی: دائرة مولای سلیسن) یک ناحیه در الجزایر است که در استان سیدی بلعباس واقع شده‌است.